# Alexander Robotnick
Alexander Robotnick alias Maurizio Dami, is een Italiaanse Electro-producer. In 1983 bracht hij zijn debuut (12") uit, getiteld Problèmes D'amour, die in 2007 opnieuw is uitgebracht. In de jaren negentig werkte hij mee aan verschillende muziekprojecten zoals Masala, The Third Planet, Alkemya, Govinda en E.A.S.Y.. In 2002 stichtte hij een eigen label: Hot Elephant Music. Met zijn album Oh no... Robotnick! uit 2003 keerde hij terug naar het maken van Electro. Ook vormt hij de helft van het muziekproject Italcimenti, samen met Ludus Pinsky, alias Lapo Lombardi.

## Discografie (incompleet)

### Albums
- (2003) - Oh no... Robotnick!
- (2003) - Rare Robotnick's
- (2005) - Krypta 1982 (Rare Robotnick's Part 2)
- (2007) - Problèmes D'amour
- (2007) - My La(te)st Album